# Tadiran Mastiff
Мастиф (Mastiff) — израильский разведывательный БПЛА.

## История
После войны Судного дня 1973 года, когда Израиль впервые достаточно широко ознакомился с возможностями американских БПЛА, в армии пришли к выводу о необходимости разработке подобного аппарата.
БПЛА был разработан в течение пяти лет компанией Тадиран, стоимость НИОКР составила 500 тыс. долларов США, первый полёт дрон совершил в 1973 году.
В 1978 году аппарат был впервые продемонстрирован публике.
Наиболее известный эпизод боевого применения данного БПЛА — разгром батарей ПВО Сирии в ливанской долине Бекаа в ходе Ливанской войны 1982 года.

## Конструкция
Аппарат собран по двухбалочной схеме с толкающим винтом, установленным на центральной гондоле и трехопорным фиксированным шасси.
Оборудован видеокамерой; управление осуществляется по радиоканалу.
- Размах крыла 4 м
- Длина 3,5 м
- Высота 0,9 м
- Полезная нагрузка, вес 37 кг
- Пустой вес 72 кг
- Максимальная скорость 185 км/ч
- время полёта 7,5 ч

## Варианты и модификации
- «Mastiff» (Сайар-1 — «Разведчик-1»)
- «Mastiff-II» (Сайар-2), модификация 1979 года. Оснащён двумя видеокамерами. Масса 110 кг, радиус действия до 70 км, практический потолок до 3000 м[5]
- «Mastiff-III» (Сайар-3), модификация 1983 года, в сравнении с предыдущими моделями увеличены скорость, грузоподъёмность и время нахождения в воздухе

Был разработан вариант аппарата в качестве мишени и ложной цели.

## Страны-эксплуатанты
- Израиль — принят на вооружение в 1978 году, снят с вооружения в начале 1990-х
- США — в августе 1984 года полученный из Израиля «Mastiff» проходил испытания во 2-й дивизии морской пехоты США, на вертолётоносце «Гуам» и был снят с вооружения в 1987 году[6]
- Китайская Республика — по состоянию на начало 2011 года, некоторое количество «Mastiff-III»[7]